# Samuel Grzybowski
Pour les articles homonymes, voir Grzybowski.
Samuel Grzybowski, né le 20 mai 1992 à Paris, est un militant associatif et entrepreneur social français.
En janvier 2009, il fonde Coexister, mouvement de jeunesse interconvictionnel, qu'il préside jusqu'au 11 octobre 2015. En 2016, il fonde l'entreprise sociale Convivencia et devient Fellow Ashoka. Il est enseignant en économie sociale à Sciences Po Paris depuis 2019, et secrétaire national du Mouvement Impact France depuis 2020. En 2021, il devient le porte-parole et directeur politique de la Primaire populaire, une élection primaire française initiée par des militants indépendants pour désigner un candidat commun de gauche à l'élection présidentielle de 2022.

## Biographie

### Famille et études
Fils de Christine Ichtertz, graphiste, et de Laurent Grzybowski, journaliste à La Vie, Samuel Grzybowski a trois frères.
En classe primaire, il est inscrit à l'école privée Saint-Charles à Paris dans le 15e arrondissement de Paris. Du collège au lycée, il est inscrit à Notre-Dame de Sion.
Il entre à l'université Panthéon-Sorbonne en septembre 2010 dans un double cursus en science politique et histoire,. En 2013, il participe au concours de l'Étudiant de l'année organisé par un collectif d'universités, Microsoft et la mairie de Paris. Il arrive en finale et gagne le prix de la meilleure prestation orale décerné par les éditions Diateino.
Il obtient une licence d'histoire et une licence de sciences politiques en juillet 2013 à l'université Panthéon-Sorbonne. La même année, il suit au mois d'août une formation en entrepreneuriat social et médiation interculturelle à la Cambridge Judge Business School dans le cadre d'un programme de fellowship financé par les fondations Edmond de Rothschild.

### Engagements associatifs
Membre à la fois des Scouts et Guides de France et du Mouvement eucharistique des jeunes pendant huit ans, il est un moment engagé dans la vie de l'Église de France et intervient pour la première fois aux « États généraux du christianisme » en septembre 2012.
En octobre 2011, il crée l'association YouCoun, abréviation de Youth Council, dont le lancement officiel a lieu le 11 octobre 2012 lors d'une réunion de la Conférence des évêques de France. Celle-ci a pour but la célébration, la compréhension et la promotion du concile de Vatican II auprès des jeunes, dans le cadre de son cinquantième anniversaire. Avec les responsables de YouCoun, il dirige la rédaction d'un ouvrage d'analyse du concile Vatican II, adapté aux jeunes et intitulé YouCoun Vatican 2.0. C'est dans le cadre de la promotion du projet YouCoun qu'il fait la rencontre du cardinal Roger Etchegaray à Lourdes en mars 2012,.

### Engagement interreligieux
En septembre 2007, de retour du jamboree mondial organisé à l'occasion du centenaire du scoutisme, où il a rencontré des jeunes de diverses religions et de nombreux pays, il participe au lancement du groupe interreligieux des jeunes du 15e arrondissement de Paris. En novembre 2008, à l'âge de 16 ans, de retour du Train de la Mémoire à Auschwitz où il a fait la connaissance d'une jeune juive et d'une jeune musulmane, il se décide à lancer un groupe interreligieux de jeunes. C'est là que naît l'idée de fonder un mouvement autonome.
En 14 janvier 2009, il lance un appel lors d'une manifestation pour la paix et contre l'importation du conflit israélo-palestinien en France. Il rassemble une dizaine de jeunes avec qui il fonde Coexister. Ensemble ils organisent la première opération Ensemble à Sang%, qui sera retransmise sur France 3, le 31 mai 2009. Le 11 septembre de la même année il dépose des statuts en préfecture et crée l'association Coexister. Lors de la première assemblée générale de l'association, le 15 octobre 2009, il est élu président pour trois ans.
En 2010, avec l'aide de Farah Maiza, il rédige des nouveaux statuts pour intégrer d'autres groupes dans l'association. Cette première réforme approuvée en assemblée générale le 10 octobre 2010, permet de créer des groupes Coexister à Paris, Lyon et Marseille. En septembre 2010, Coexister participe à la promotion du film Des hommes et des dieux. Les responsables de l'association rencontrent les acteurs et le réalisateur Xavier Beauvois. La deuxième opération Ensemble à Sang% réunit plus de 1 000 participants et Samuel est cité parmi les « dix jeunes qui font bouger l'Église de France » par le journal La Croix,.
En 2011, le père Patrick Desbois le nomme membre de la délégation de l'Église catholique lors de la rencontre avec l'International Jewish Committee for Interreligious Consultation au sein de l'International Liaison Committee. Le sommet a lieu en février au Collège des Bernardins auquel participent entre autres le rabbin David Rosen, et le cardinal Mgr Peter Turkson. En août 2011, il se rend aux Journées mondiales de la jeunesse (JMJ) avec un groupe composé de juifs et de musulmans,,,,. Le 25 octobre, il siège à la Conférence générale de l'UNESCO parmi les représentants de l'ONG « Religions for Peace ». Le 27 octobre, il est invité avec Farah Maiza et Benjamin Bitane en tant que porte-paroles de Coexister, à participer aux rencontres d'Assise.
En 2012, à l'occasion du troisième anniversaire de Coexister, des assises nationales sont organisées et l'association se donne le sous-titre de « Mouvement interreligieux des jeunes ». En mai, Samuel est nommé au prix Copernic pour le dialogue[source secondaire nécessaire]. Le 14 octobre, il est réélu à la présidence de Coexister pour trois ans lors de la 4e assemblée générale.
Le 18 janvier 2013, il lance en partenariat avec Christian de Boisredon l'« InterFaith Tour », le premier tour du monde des initiatives interreligieuses réalisé par des jeunes de toutes les sensibilités. Il participe à la première édition de l'InterFaith Tour de juin 2013 au 28 avril 2014 avec quatre amis, juif, musulman, athée et agnostique. L'objectif en était de rencontrer les acteurs de la coopération interreligieuse. À son retour, il publie le livre Tous les chemins mènent à l'autre. Chronique d'un tour du monde interreligieux évoquant cette expérience,,.
En octobre 2015, il quitte la présidence de l'association Coexister après l'avoir dirigée pendant six ans. Il reprend alors des études en Master Religions et Laïcité à l'École pratique des hautes études, tout en désirant étendre son mouvement au niveau européen.

### Entrepreneuriat
En janvier 2016, il lance l'entreprise sociale Convivencia conseil spécialisée dans l'accompagnement des grandes entreprises sur les questions de laïcité et de diversité religieuse. En octobre 2015, il crée un cabinet de conseil aux entreprises « Convivencia Conseil » qui traite notamment des sujets suivants : « Former, conseiller, accompagner les entreprises dans la gestion du fait religieux et de la laïcité »,.

### Engagement pour la Primaire populaire
En 2021, Samuel Grzybowski rend publiques ses convictions politiques en rejoignant la Primaire populaire, un collectif destiné à proposer un unique candidat de gauche en vue de l'élection présidentielle de 2022.
Selon Le Journal du dimanche du 11 juillet 2021, la Primaire populaire, dont Grzybowski est le porte-parole et directeur politique, présente comme des candidats à cette primaire des personnalités politiques qui « peuvent être parrainées pour se présenter à la primaire citoyenne », mais ne sont en réalité pas candidates, en laissant entendre qu'elles pourraient prochainement officialiser cette candidature par une déclaration officielle. Ces personnalités se sont ainsi retrouvées candidates « malgré e[lles] » et pouvaient être parrainées « même sans le vouloir ».
Selon Grzybowski, lors d'un entretien au journal Le Monde, tous les candidats de gauche « sont condamnés à un petit score en étant seul », sauf à rallier la Primaire populaire. Il estime même qu'« aucun d’entre eux n’est en mesure de se qualifier au second tour » et demande à ses militants d'appeler les matinales des radios pour répéter ce message à l'antenne.
Le Canard enchaîné publie une série de révélations sur la primaire populaire parmi lesquelles une intervention vidéo de Samuel Grzybowski dans laquelle il indique avoir pour objectif d’empêcher les candidatures de Yannick Jadot et de Jean-Luc Mélenchon en appelant les maires à bloquer les parrainages, de faire chuter leurs cotes de popularité en menant des opérations de critiques massives sur les réseaux sociaux, d’empêcher leurs prêts bancaires pour qu’ils ne puissent pas mener campagne et de collecter un maximum de données sur les personnes intéressées par l’initiative. À la suite de ces révélations La France insoumise demande que la Primaire populaire cesse de les impliquer de même que Jean Luc Mélenchon.
Après la désignation de Christiane Taubira par les électeurs de la Primaire Populaire, puis son retrait de l'élection présidentielle en raison d'un manque de parrainages, Samuel Grzybowski quitte officiellement la Primaire populaire le 26 mars 2022 et annonce soutenir la candidature de Jean-Luc Mélenchon.
Il est directeur de campagne de Lumir Lapray (NUPES) lors des élections législatives françaises de 2022, dans la deuxième circonscription de l'Ain.

## Prises de position sur la laïcité
Samuel Grzybowski approuve les lois de 2004 et de 2010, même si, pour lui, ce ne sont pas des lois « au nom de la laïcité »,. Il s'oppose aussi à toute nouvelle loi : « Si, demain, cette question [du voile à l'université] était sérieusement débattue, je commencerais une grève de la faim. »

### Polémiques #NousSommesUnis
Lors de la polémique de janvier 2016 autour de l'Observatoire de la laïcité entre Manuel Valls et Jean-Louis Bianco à propos de la notion de laïcité,, Samuel Grzybowski est critiqué pour avoir accepté, parmi les signataires de l'appel "#NousSommesUnis", la signature de Samy Debah, président du Collectif contre l'islamophobie en France, et du rappeur Médine, deux musulmans que certains commentateurs jugent proches du salafisme et du wahhabisme,,,. Au cours de cette polémique Charlie Hebdo le présente comme « catho de choc » dont l'association « prône la coexistence avec la Manif pour tous et les Frères musulmans » tandis que Marianne  dénonce ses « amitiés douteuses » avec des intégristes religieux.
La polémique vient d'une tribune publiée par Le Monde en date du 21 janvier 2016, l'essayiste Caroline Fourest affirme que l'association Coexister, que Samuel Grzybowski a fondée en 2009 et dirigée jusqu'en octobre 2015, est « doté[e] d'importants moyens » et « proche de l'Église catholique », qu'elle limite à la « neutralité » la définition de la laïcité et pratique cette dernière « essentiellement à travers le dialogue interreligieux, des sympathisants de La Manif pour tous aux Frères musulmans ». Caroline Fourest ajoute que Samuel Grzybowski « dit trouver « intéressant » ce courant de l'Islam politique totalitaire ». Par ailleurs, se référant à un propos de Samuel Grzybowski sur Twitter, Caroline Forest affirme que « comme les Frères musulmans et les créationnistes chrétiens, il refuse de considérer les sciences comme «  supérieures  » aux croyances au sein de l’éducation nationale[source secondaire nécessaire]. »
Samuel Grzybowski a répondu à Caroline Fourest trois jours après dans une tribune également publiée par Le Monde, le 24 janvier 2016, en soulignant que « le budget de Coexister est public »[source secondaire nécessaire] ; que « Coexister n’est pas plus proche de l’Église catholique que de l’Élysée ou du Conseil représentatif des institutions juives de France », qu'il n'a lui-même « aucune idée des opinions politiques » des membres de l'association et que celle-ci ne pratique pas le dialogue interreligieux[source secondaire nécessaire]. Concernant son intérêt allégué pour les Frères musulmans, il précise en avoir « étudié l’histoire et l’idéologie à la Sorbonne [et continuer] de le faire à l’École pratique des hautes études ». Sur la question de la supériorité, il répond s'en tenir « à ce qui est écrit dans le livret laïcité de l’Education nationale », « refuse[r] [lui] aussi d’établir une confrontation » et « établi[r] une distinction [entre croire et savoir] »[source secondaire nécessaire].
Concernant l'appel #NousSommesUnis, il reconnaît que certains signataires de cet appel sont critiquables, à l'image de l'association Barakacity, dissoute depuis pour militantisme islamiste, et se justifie par sa volonté de n'exclure personne dans un appel à l'unité,.
Laurence Marchand-Taillade, secrétaire nationale du Parti radical de gauche, critique sa légitimité et celle de son association à parler à des élèves : « Ils segmentent les Français selon leurs confessions. Après avoir collé des étiquettes sur le front des gens, comment favoriser le vivre-ensemble ? » Samuel Grzybowski lui répond : « Ne pas parler des différences ne résout pas les problèmes. À trop uniformiser, ça frustre et pousse au communautarisme. On n’est pas obligés de tous se ressembler pour se rassembler. Nier les différences religieuses est contre-productif, alors que le danger vient justement de là. »

## Publications

### Ouvrages personnels
- Tous les chemins mènent à l'autre : Chroniques d'un tour du monde interreligieux, Ivry-sur-Seine, Éditions de l'Atelier, juin 2015, 208 p. (ISBN 978-2-7082-4305-7, BNF 44259992, présentation en ligne)
- Manifeste pour une coexistence active, Ivry-sur-Seine, Éditions de l'Atelier, octobre 2015, 112 p. (ISBN 978-2-7082-4330-9, BNF 44485474, présentation en ligne).
- Fraternité radicale, Paris, Les Arènes, octobre 2018, 256 p. (ISBN 978-2-35204-744-5, BNF 45604731, présentation en ligne).
- Les Terroirs et la gauche : Un amour méconnu, Paris, Éditions du Faubourg, septembre 2024, 240 p.  (ISBN 978-2-493594-77-8)[59]

### Ouvrages collectifs
- Samuel Grzybowski, Jean-Louis Bianco et Lylia Bouzar, L'après Charlie : 20 questions pour en débattre sans tabou, Paris, Canopé (réseau) et Éditions de l'Atelier, septembre 2015 (ISBN 978-2-7082-4332-3, BNF 44412642, présentation en ligne)
- Gagner : Stratégie pour 2027, Vauvert, Éditions Au Diable Vauvert, janvier 2024, 280 p.  (ISBN 979-10-307-0656-7)

### Contributions
- Samuel Grzybowski, Rami Selinger, François Soulage, Jean-Louis Schlegel, Rivon Krygier, Shimon Peres et Aziz Shoufani, Chirurgiens dans un monde qui opère l'image, Paris, SOFCEP, 2011, « Le visage de l'autre dans le dialogue interreligieux »
- Samuel Grzybowski, Edmond Lisle, Tarik Bengarai et Jean-Luc Castel, Spiritualités en action, Paris, L'Harmattan, 2011, « Contribuer au bien vivre ensemble »
- Samuel Grzybowski et Kamel Meziti, Dictionnaire de l'islamophobie, Paris, Bayard, 2013, « Du droit d'être islamo-phobe »
- Samuel Grzybowski (dir.), Ines Azais (dir.) et Arnaud Alibert (dir.), YouCoun Vatican 2.0, Paris, Bayard, 2013
- Coexistez, bons dieux !, Paris, Éditions du Cerf, coll. « Cahier de vacances », mai 2016, 80 p. (ISBN 978-2-204-11190-4, présentation en ligne)

## Distinctions
- 2019 :
  - Prix de la Laïcité de la République Française, par l’Observatoire de la Laïcité[60],[61].
  - Prix du Civisme en ligne, par Facebook France[62],[63].
- 2017 :
  - Finaliste du Prix Jeune Entrepreneur, par La Tribune.
  - Finaliste du Prix ESSpoir, par Boston Consulting Group.
- 2016 :
  - Prix du Meilleur Influenceur Positif, par Twitter France.
  - Prix de la Laïcité de la République Française, par l’Observatoire de la Laïcité.
  - Prix Coup de Pouce, par EDF.
  - Prix Young Emerging Leaders Award, par le Département d'État américain.
  - Prix Association, par Aviva.
- 2015 :
  - Prix Interfaith Youth Prize, par Religions for Peace ONG.
  - Prix Émile Boutmy, par Sciences Po.
  - Prix Upgrade Your World, par Microsoft France.
  - Prix La France s’Engage, par l’Élysée.
- 2014 :
  - Prix du Partage Citoyen, par la Ville de Troyes.
  - Trophée du Vivre-Ensemble, par le Sénat.
  - Golden Rule Award, par le Gouvernement de Finlande.